# Blue Line (Fluggesellschaft)
Blue Line war eine französische Fluggesellschaft mit Sitz in Paris und Basis am Flughafen Paris-Charles de Gaulle.

## Geschichte

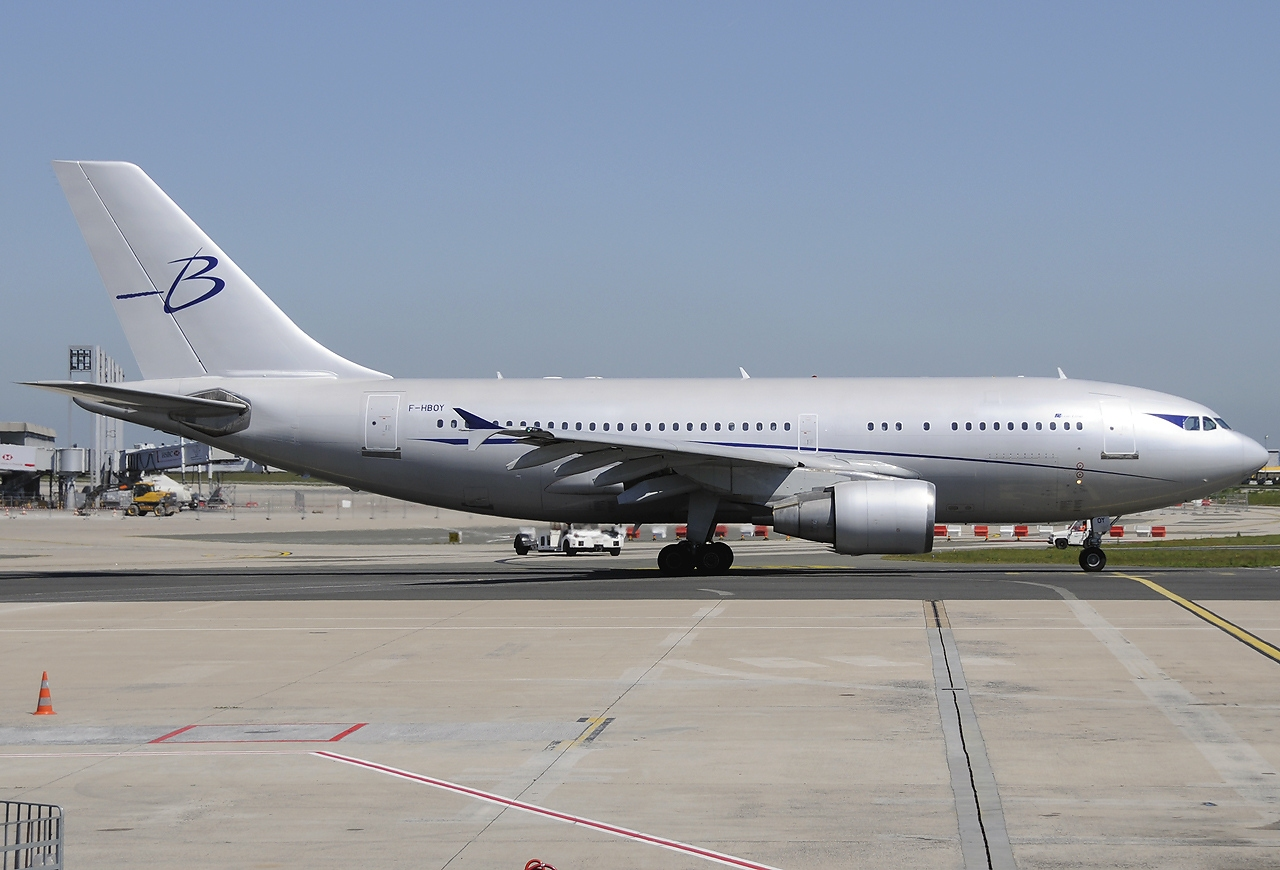
Airbus A310-300 der Blue Line

Die Fluggesellschaft wurde im Januar 2002 von Xavier Remondeau und sieben weiteren Anteilseignern, allesamt aus der Luftfahrtbranche, gegründet. Der Flugbetrieb wurde im Mai 2002 aufgenommen und es wurden 190 Mitarbeiter beschäftigt.
Im September 2010 wurde bekannt, dass die Gesellschaft insolvent ist und der Flugbetrieb zum 6. Oktober eingestellt wird. Die Gesellschaft werde liquidiert.

## Ziele
Blue Line bot selbst keine Linienflüge in eigenem Namen an, sondern führte VIP-Flüge, Charterdienste für Reiseveranstalter und Wet-Lease-Flüge durch.

## Flotte
Im August 2010 bestand die Flotte der Blue Line aus 8 Flugzeugen mit einem Durchschnittsalter von 20,7 Jahren:
- 2 Airbus A310-300
- 4 McDonnell Douglas MD-83
- 2 Fokker 100 (betrieben für Air Baltic)